# Phostria chrysalis
Phostria chrysalis là một loài bướm đêm trong họ Crambidae.